# Materialismo filosófico
El materialismo filosófico es una corriente filosófica que afirma que todo es material, que no existe un mundo inteligible, es decir, que procede en Ideas sensibles también materiales (contrástese en términos de Platón) y que el ser o porvenir humano se obtiene sujeto a tal devenir material.
Además, se puede decir que es la oposición al idealismo.

## Significado de la expresión
La expresión «materialismo filosófico» puede significar, según el contexto, dos cosas:
- El materialismo en filosofía es la posición de que solo lo material existe, independientemente de nuestra conciencia, y que esta es un fenómeno derivado de procesos objetivos que afectan a la materia.
- El rótulo con el que el filósofo Gustavo Bueno designó al sistema filosófico en torno al que articuló su pensamiento. El tratamiento filosófico sistemático del «materialismo filosófico» lo ofrece en 1972, en su libro Ensayos materialistas, este libro está formado por dos ensayos: en el primero ofrece la delimitación del «Materialismo filosófico», y el segundo expone la «Doctrina de los tres géneros de materialidad».[1][2][3]